# Lilian García
Lilian Annette García és un anunciadora de lluitadors i cantant nord-americana, que treballa a la marca de RAW de l'empresa World Wrestling Entertainment (WWE).